# Stolotermes inopus
Stolotermes inopus är en termitart som beskrevs av Gay 1967. Stolotermes inopus ingår i släktet Stolotermes och familjen Termopsidae. Inga underarter finns listade i Catalogue of Life.